# テキサスSWAT
『テキサスSWAT』（原題：Lone Wolf McQuade）は、1983年のアメリカ映画。
テキサスレンジャーと武器商人の死闘を描いたアクション映画。チャック・ノリス主演。

## スタッフ
- 監督：スティーヴ・カーヴァー
- 製作：ヨラム・ベン・アミ、スティーヴ・カーヴァー
- 原案：H・ケイ・ダイアル、B・J・ネルソン
- 脚本：B・J・ネルソン
- 撮影：ロジャー・シェアーマン
- 音楽：フランチェスコ・デ・マージ
- 編集：アンソニー・レッドマン

## 登場人物
J.J.マクエイド
演 - チャック・ノリス
テキサス警備隊の隊員。通称ジム。荒唐無稽で強引。空手技も使える。運転技術は高く、車で追いかけてきたケイヨを巻いたこともある。狼を番犬にしている。別れた妻と娘がいるが会ったときに普通に話をするなど仲は悪くない。
ローリー・ウィルクス
演 - デヴィッド・キャラダイン
組織のリーダー。素手で相手を殺せる強者。ローラのビジネスパートナーでもある。
ローラ・リチャードソン
演 - バーバラ・カレラ
美女。ジムと馬場で出会う。馬の扱いに長けている。
ケイヨ
演 - ロバート・ベルトラン
ジムの補佐をするために来た男。ジムを気にかけており、どれだけ疎まれても尽くそうとする。
T.タイラー
演 - R・G・アームストロング
ジムの上司。隊長。ジムの能力は認めているが強引なやり方には呆れている。
モリー
演 - シャロン・ファレル
ジムの別れた妻。
サリー・マクエイド
演 - ダナ・キンメル
サリーとモリーの娘。偶然出会った強盗に襲われ重傷を負う。
ジャクソン
演 - レオン・アイザック・ケネディ
FBIの黒人捜査官。ジムたちに協力する。
ダコタ
演 - L・Q・ジョーンズ
元レンジャー隊員。
スノウ
演 - ウィリアム・サンダーソン
犯罪者。ジム曰く、犯罪に関しては何でも屋。
ファルコン
演 - ダニエル・フリッシュマン
小男。スノウとも繋がりがある。
ボビー
サリーの恋人。サリーを大切にし、強盗に出くわした際に啖呵を切るなど勇敢な男だが射殺されてしまう。
オスカー・ガルシア
州警察所属。

## キャスト
| 役名                   | 俳優                         | 日本語吹き替え                                                                                              |
| 役名                   | 俳優                         | テレビ朝日版                                                                                                |
| ---------------------- | ---------------------------- | --- |
| J.J.マクエイド         | チャック・ノリス             | 井上孝雄 |
| ローリー・ウィルクス   | デヴィッド・キャラダイン     | 羽佐間道夫                                                                                                  |
| ローラ・リチャードソン | バーバラ・カレラ             | 一柳みる |
| ケイヨ                 | ロバート・ベルトラン         | 野島昭生 |
| ジャクソン             | レオン・アイザック・ケネディ | 谷口節 |
| ダコタ                 | L・Q・ジョーンズ             | 千葉耕市 |
| サリー・マクエイド     | ダナ・キンメル               | 折笠愛 |
| T.タイラー             | R・G・アームストロング       | 加藤精三 |
| ジェフェ               | ホルヘ・セルヴェラ・Jr.      | 渡部猛 |
| モリー                 | シャロン・ファレル           | 谷育子 |
| ファルコン             | ダニエル・フリッシュマン     | 内海賢二 |
| スノウ                 | ウィリアム・サンダーソン     | 千田光男 |
| その他                 |                              | - 徳丸完 - 大塚芳忠 - 秋元羊介 - 大山高男 - 石井敏郎 - 笹岡繁蔵 - 星野充昭 - 小室正幸 - 岡のりこ - 岩坪理江 |

- 日本語吹替 - 初放送 『日曜洋画劇場』（テレビ朝日、1989年5月14日）
- 翻訳： 岩本令、演出： 伊達康将、調整： オムニバス・ジャパン、 効果： リレーション、制作： 東北新社
  - DVD 『吹替の名盤』シリーズに収録（20世紀フォックス ホーム エンターテイメント ジャパン、2015年9月2日発売、約97分）